# تی‌اس‌اس رسترور (۱۸۹۵)
تی‌اس‌اس رسترور (۱۸۹۵) (به انگلیسی: TSS Rosstrevor (1895)) یک کشتی بود که طول آن ۲۷۲٫۱ فوت (۸۲٫۹ متر) بود. این کشتی در سال ۱۸۹۵ ساخته شد.